# Keith Masefield
Keith Masefield (Birmingham, 26 febbraio 1957) è un ex calciatore inglese, di ruolo difensore.

## Carriera
Masefield inizia la carriera giocando 3 partite nella prima divisione inglese (ed una partita in seconda divisione) con l'Aston Villa, per poi dal 1977 al 1988 trascorrere undici stagioni consecutive nella prima divisione olandese con l'Haarlem, con cui ha segnato in totale 6 reti in 298 presenze tra questo torneo e la seconda divisione (in cui gioca solamente nella stagione 1980-1981, peraltro vincendola), giocando in aggiunta anche 4 partite nella Coppa UEFA 1982-1983; successivamente nella stagione 1988-1989 ha giocato 32 partite nella prima divisione belga con il Beerschot, per poi trascorrere un biennio nella seconda divisione olandese al Telstar. Si è infine ritirato nel 1995, all'età di 38 anni, dopo quattro stagioni trascorse giocando tra la terza e la quarta divisione olandese.

## Palmarès

### Club

#### Competizioni nazionali
- Coppa di Lega inglese: 2

Aston Villa: 1974-1975, 1976-1977
- Eerste Divisie: 1

Haarlem: 1980-1981